# São Vendelino
São Vendelino egy község (município) Brazília Rio Grande do Sul államában. Népességét 2022-ben 2251 főre becsülték.

## Története
Környékén kaingang indiánok éltek, majd portugálok telepedtek le. A korona szorgalmazta a déli részek benépesítését, és 1855-ben koncesszióba adott egy 16 mérföldes területet az ún. Forromeco Superior vidékén gróf Paul Montravel francia alkonzulnak. Montravel három társával együtt gyarmatosító társaságot hozott létre, a helyet pedig Colônia Santa Maria da Soledade-nak nevezték el és felosztották négyük között. A későbbi São Vendelino községközpontja a Barcelos nevű parcellán alakult ki.
Montravel svájciakkal akarta benépesíteni a gyarmatot, de terve nem valósult meg. 1859-ben 904 német, 201 holland, 81 portugál, 40 svájci, 13 belga és egy francia élt Colônia Santa Maria da Soledade-ban. A kaingang indiánok többször megtámadták és kirabolták a telepeseket, elpusztították ültetvényeiket. 1861-ben új utakat nyitottak, így a hely elszigeteltsége csökkent. Ekkor már két malom és húsz műhely működött a kolónián. A gyarmatosító társaság pénzügyi nehézségei miatt 1873-ban a korona felmondta a megállapodást, és a gyarmatot 1877-ben a birodalomhoz csatolta São Vendelino néven, São João de Montenegro község kerületeként. Az elnevezést a katolikus németek szorgalmazták, mivel közülük sokan a Saar-vidéki St. Wendelből érkeztek.
1955-ban São Vendelino kerületet átsorolták São Sebastião do Caí, majd 1982-ben Bom Princípio község alá. 1988-ban függetlenedett és 1989-ben önálló községgé alakult.

## Leírása
Székhelye São Vendelino, további kerületei nincsenek. A község a Caí völgyében található, közel a Gaúcho-hegységhez, 90 kilométerre Porto Alegretől. Jelentős mezőgazdasága  (kukorica, eper, szőlő, baromfi) és ipara. Lakosainak jelentős része német leszármazott, és szoros kapcsolatot tartanak fenn németországi testvérvárosukkal, St. Wendellel.